# Contea di Xingye
La contea di Xingye (兴业县S, Xīngyè XiànP) è una contea della Cina, situata nella regione autonoma di Guangxi e amministrata dalla prefettura di Yulin.